# Бонвен, Роже
Роже Бонвен (фр. Roger Bonvin; 12 сентября 1907 года, Иконь, кантон Вале, Швейцария — 5 июня 1982 года, Сьон, кантон Вале, Швейцария) — швейцарский политик, президент.

## Биография
Роже Бонвен окончил Швейцарскую высшую техническую школу в Цюрихе в 1932 году с дипломом инженера-строителя. Затем он участвовал в строительстве дамбы Гранд-Диксенс (1932-34), работал в Национальном топографическом бюро (1935-36), в департаменте общественных работ кантона Валле (1936-42). С 1942 по 1949 год занимался вопросами охраны труда в кантональном департаменте внутренних дел. С 1949 по 1955 год руководил строительством плотины Мовуазен. В 1955 году избран мэром Сьона и членом Национального совета. Он занимал эти должности до 1962 года, когда стал членом Федерального совета (правительства) Швейцарии.
- 27 сентября 1962 — 31 декабря 1973 — член Федерального совета Швейцарии.
- 1 октября 1962 — 30 июня 1968 — начальник департамента (министр) финансов.
- 1 июля 1968 — 31 декабря 1973 — начальник департамента транспорта, коммуникаций и энергетики.
- 1966, 1972 — вице-президент Швейцарии.
- 1967, 1973 — президент Швейцарии.

Бонвен сыграл решающую роль в строительстве основного туннеля Фурка́. Он был открыт через 20 дней после его смерти.